# ジャン・ジュネ
ジャン・ジュネ（Jean Genet、1910年12月19日 - 1986年4月15日）は、フランスの小説家、詩人、エッセイスト、劇作家、政治活動家。少年期から30代までは、犯罪や放浪を繰り返していた。

## 経歴
1910年12月19日、家政婦であった母、カミーユ・ガブリエル・ジュネのもとにパリ6区に生まれた。父の名前はフレデリック・ブラン。生後7ヶ月で母に捨てられ、田舎（アリニー・アン・モルヴァン）に住む木こりの夫婦（シャルル＆ウージェニー・レニエ夫妻）の養子となった。ジュネは学校の成績はよかったものの、犯罪を繰り返すようになった。養母が死亡した後、新たな夫妻（ウージェニーの娘ベルトとその夫アントナン）の養子となったが、繰り返して起こした犯罪のため、15歳のときに感化院に送られた。18歳のときに外国人部隊に志願し入隊するが、後に脱走してフランスを離れ、ヨーロッパを放浪した。この際にも、窃盗や乞食、男娼、わいせつ、麻薬密売といった犯罪を繰り返していた。
ジュネは1930年頃、二十歳の時に、十年間愛していた少女が死に、その命日に「自分が感動するために」詩を書いた。その詩は失われ、残っている処女作が後述する1942年の「死刑囚」である。
1942年、パリの南にあるフレーヌの刑務所（19世紀の末に作られた刑務所で、第二次世界大戦中はドイツ軍がここに政治犯を監禁した）での服役中に「死刑囚」というのちに名高くなる詩（かなり長い）を書き、1945年、もう一篇の詩「死の歩み」とともに、『秘密の歌』として一冊の小さな本とする。長詩「死刑囚」は、二十歳の美青年だった殺人者、モーリス・ピロルジュに捧げられている。
また、ジュネはパリで作家ジャン・コクトーに自分の作品を読ませ、自らの文才を認めさせることに成功し、1944年、文芸誌「ラルバレート」に小説『花のノートルダム』の抜粋が掲載される（これが公に発表されたジュネの最初の作品となる）。
1944年、『薔薇の奇蹟』を執筆。同年、終身禁固刑の求刑を前にジャン・コクトーらが介入し、自由となる。
1947年、『ブレストの乱暴者』や『女中たち』、1949年、『泥棒日記』など戯曲や小説を執筆。ジュネによって『泥棒日記』はサルトルと、＜カストール＞ことボーヴォワールに捧げられた。
1948年、コクトーやジャン＝ポール・サルトルらの請願により、大統領の恩赦を獲得する。
1950年、白黒映画 『愛の唄』（Un Chant d'Amour）を制作。映画はこれ1本だが、脚本や戯曲を書いてもいる。この後、サルトルのジュネ論『聖ジュネ』（1952年）もあいまって、執筆活動を数年にわたって止める。その後、1956年に『バルコン』、1961年に『屏風』など戯曲を執筆する。
1967年、自殺未遂を起こす。その後、五月革命に政治参加し、ベトナム戦争反対運動に加わる。徐々に移民問題に関心を寄せるようになる。1970年、黒人自治を目指して闘うブラックパンサー党と行動をともにし、アメリカ中で講演を行なう。同年、PLOの提案でヨルダンに留まり、ヤーセル・アラファートと会見する。以降、精力的な政治活動を続けた。この後も幾度か中東に赴いている。
1982年、サブラー・シャティーラ事件を目撃。ブラックパンサー党やPLOなどでの体験は、遺作『恋する虜 パレスチナへの旅』に結実する。
1986年4月15日、パリ13区内で死去。アルベルト・ジャコメッティとの親交はよく知られている。

## 著作（日本語訳）
- 『ジャン・ジュネ全集』全4巻、新潮社、1968年、復刊1992年。小説と戯曲・詩集
  - 第1巻 葬儀（平井啓之訳）泥棒日記（朝吹三吉訳）
  - 第2巻 ブレストの乱暴者（澁澤龍彦訳） 花のノートルダム（堀口大學訳）
  - 第3巻 詩篇（平井啓之・小島俊明訳）薔薇の奇跡（堀口大學訳）綱渡り芸人・犯罪少年・ジャン・コクトー（曽根元吉訳）ジャコメッティのアトリエ（宮川淳訳）倒錯者の断章（平井啓之訳）
  - 第4巻 囚人たち・女中たち（水田晴康訳）バルコニー（渡辺守章訳）黒んぼたち(白井浩司訳）屏風（渡辺守章訳）演出者ブランへの手紙（曽根元吉訳）

- 『花のノートルダム』(Notre Dame des Fleurs 1942/1943[2]）
  - 堀口大學訳、新潮社、1953年。のち新潮文庫
  - 鈴木創士訳、河出文庫、2008年
  - 中条省平訳、光文社古典新訳文庫、2010年
- 『薔薇の奇蹟』 (Miracle de la Rose 1946/1951）
  - 堀口大學訳、新潮社、1956年。のち新潮文庫
  - 『薔薇の奇跡』宇野邦一訳、光文社古典新訳文庫、2016年
- 『死刑囚』中沢邦士訳 国文社 1960
- 『葬儀』(Pompes Funèbres 1947/1953）。生田耕作訳、河出書房新社、新版1987年、河出文庫、2003年
- 『ブレストの乱暴者』(Querelle de Brest 1947/1953）。澁澤龍彦訳、河出書房新社、新版1988年。河出文庫、2002年[3]
- 『泥棒日記』(Journal du voleur 1949/1949）。朝吹三吉訳、新潮社、1953年。新潮文庫、1990年（改訳版）
- 「女中たち」篠沢秀夫訳『今日のフランス演劇 第1』白水社 1966年
  - 『黒んぼたち・女中たち』白井浩司・一羽昌子訳、新潮文庫 1972年
  - 『女中たち バルコン ベスト・オブ・ジュネ』渡辺守章訳、白水社、1995年。岩波文庫、2010年（改訳版）
- 『アダム・ミロワール』一羽昌子訳、コーベブックス 1977年
- 『恋する虜 パレスチナへの旅』 (Un Captif Amoureux 1986/1986）。鵜飼哲・海老坂武訳、人文書院、1994年、新版2011年
- 『シャティーラの四時間』鵜飼哲・梅木達郎訳、インスクリプト、2010年
- 『公然たる敵』鵜飼哲・梅木達郎・根岸徹郎・岑村傑訳、月曜社、2011年
- 『判決』宇野邦一訳、みすず書房、2012年
- 『ジャン・ジュネ詩集』中島登訳、国文社、1967年
- 『ヘリオガバルス』宇野邦一・鈴木創士訳、河出書房新社、2025年